# Toegeknepen korfmossel
De toegeknepen korfmossel (Corbicula fluminalis) is een tweekleppig weekdier behorend tot de familie van de Cyrenidae. Het betreft een exoot in de Nederlandse wateren, die voor het eerst in 1989 werd gevonden langs de Lek (rivier) en daarna ook aangetroffen is langs de Oude en Nieuwe Maas en de Merwede. Waarschijnlijk zijn ze via ballastwater per schip naar Europa gekomen. Hun verspreiding gaat snel.

## Uiterlijk

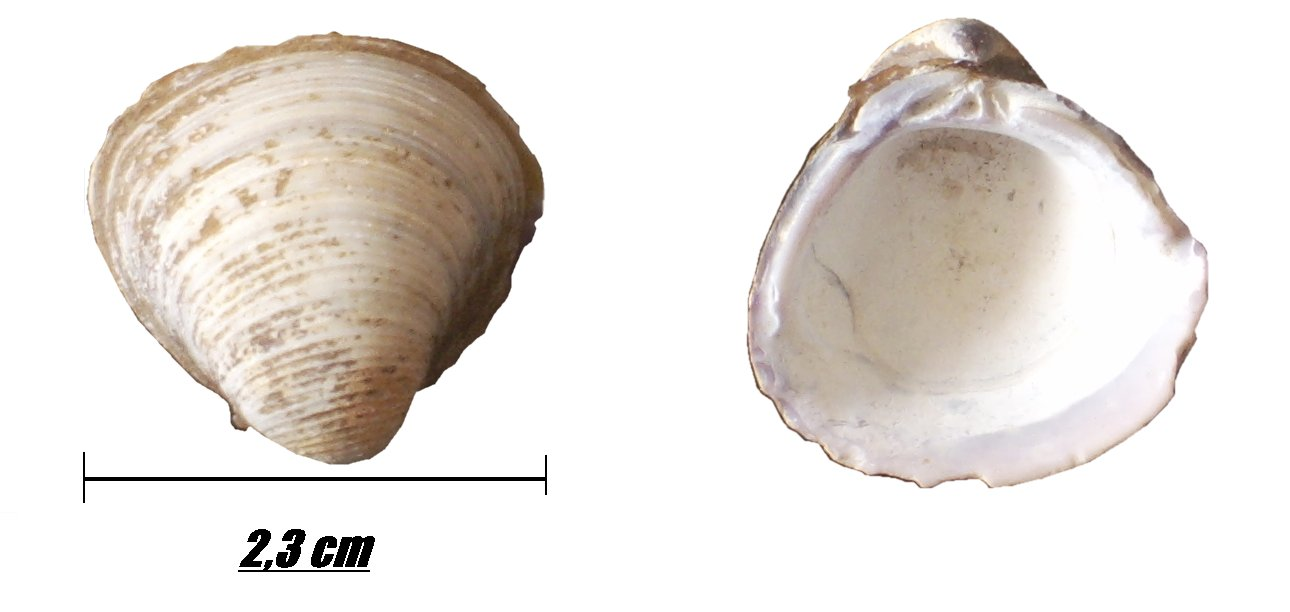
Linkerklep, buiten en binnenzijde

Het uiterlijk lijkt sterk op de Aziatische korfmossel. Verschillen zijn dat de Toegeknepen korfmossel fijner is geribbeld, van boven is “toegeknepen” en van binnen paarser is dan de Aziatische korfmossel.

## Fossiel voorkomen
Een verwante fossiele soort kwam tijdens bepaalde warme perioden (interglaciaal) in het Midden en Vroeg Pleistoceen ook in Europa voor. Deze lijkt nog het meest op de toegeknepen korfmossel.

## Consumptie
Corbicula is eetbaar en wordt in China gewaardeerd als voedingsmiddel.